# شفرة الفتيات السود

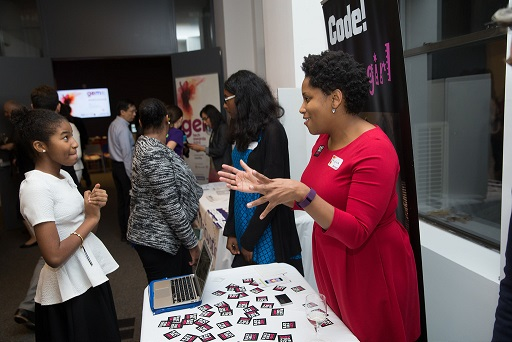

شفرة الفتيات السود هي منظمه غير هادفة للربح تركز علي توفير التعليم التقني للفتيات الأمريكيات ذوات الأصول الأفريقية.
أسست كيمبرلي براينت - مهندسة كهرباء عملت في التكنولوجيا الحيوية لأكثر من 20 عاما- شفرة الفتيات السود في عام 2011 لتصحيح التمثيل الناقص للفتيات الأمريكيات الأفارقة في صناعه التكنولوجيا. وتقدم المنظمة برامج تدريبية في برمجة الحاسبات الآلية، وصياغة الشفرات، وكذلك مواقع علي شبكة الإنترنت، وصناعة الروبوت، وبناء تطبيقات الهواتف المحمولة . وتهدف إلى تزويد الشباب الأمريكي ذو الأصل الأفريقي بالمهارات لتحتل بعض من مليون وربع مئة آلف فرصة عمل في الحوسبة المتوقع توافرها في الولايات المتحدة عام 2020.